# 副腎皮質刺激ホルモン
副腎皮質刺激ホルモン（ふくじんひしつしげきホルモン、adrenocorticotropic hormone, ACTH）、別名コルチコトロピン（corticotropin）とは、下垂体前葉から分泌されるホルモンのひとつ。視床下部-下垂体-副腎系(hypothalamo-pituitary-adrenal axis)を構成するホルモンである。その主な機能は、副腎皮質に作用し、糖質コルチコイドなどの副腎皮質ホルモンの分泌を促進する。
視床下部からの副腎皮質刺激ホルモン放出ホルモン(CRH)により分泌が刺激される。また、糖質コルチコイドにより分泌が抑制される（ネガティブフィードバック）。
ACTHの欠乏は、二次性副腎機能不全（下垂体または視床下部の障害によるACTHの産生抑制；下垂体機能低下症）、または、三次性副腎機能不全（視床下部の疾患；CRH放出の減少を伴う）の指標となる。一方で、副腎のコルチゾール産生が慢性的に不足する原発性副腎機能不全（アジソン病など）では、慢性的にACTH値が上昇する。

## 構造
39個のアミノ酸からなる。ACTHの1-13番アミノ酸までは、切断されてα-メラニン刺激ホルモン（MSH）となる。

## 関連する疾患
本症に関連する疾患は全て、視床下部(CRH)-下垂体(ACTH)-副腎皮質(主に糖質コルチコイド)系の生理的な機能から論理的に納得できる。以下を理解するためには、自律的分泌亢進と、ネガティブフィードバック機構についての理解が必要である。

### 増える病気

#### ACTHの分泌が自律的に亢進する場合

クッシング症候群の概要。ACTH依存性のクッシング症候群（クッシング病と異所性ACTH産生腫瘍）ではACTHの産生が増加するが、ACTH非依存性のクッシング症候群（コルチゾール産生腫瘍）ではACTH産生は逆に低下する。

クッシング病
下垂体前葉に生じた副腎皮質刺激ホルモン産生腫瘍によっておこる。本症のACTH自律分泌能はそれほど高くはないので、MSHの作用は問題にならず、臨床症状は主に下流の糖質コルチコイドの過剰による。
クッシング症候群のうち、異所性ACTH産生腫瘍によるもの
下垂体以外に生じた腫瘍（通常癌）がACTHを過剰に産生する場合に起こる。原因は肺小細胞癌などで、クッシング病と比較するとかなり多量のACTHが産生され、下流の糖質コルチコイド分泌量も多く、臨床像も強い。クッシング病とは異なり、過剰のACTHに伴うかなり多量のMSHも問題となり、皮膚に色素沈着が起こる。

#### 二次的にACTH分泌が亢進する場合
原発性副腎皮質機能低下症
副腎皮質に起因する糖質コルチコイドの分泌低下を主態とする疾患群である。糖質コルチコイド低下に対するネガティブフィードバック欠如により、上流である副腎皮質刺激ホルモンの分泌過多が生じる。糖質コルチコイド自体は低下しておりそれによる症状に加え鉱質コルチコイド低下による症状、さらにACTH過剰分泌に伴うMSHによる皮膚色素沈着が起こる。原因は、アジソン病、結核、悪性リンパ腫、ウォーターハウス・フリードリヒセン症候群など。
先天性副腎過形成症
副腎酵素欠損症の中の、リポイド過形成症、21水酸化酵素欠損症、11β-水酸化酵素欠損症、17α-水酸化酵素欠損症、3β-ヒドロキシステロイドデヒドロゲナーゼ欠損症が、ACTH高値およびコルチゾール低値となる。コルチゾール生産に必須な酵素が欠損するため、コルチゾールが作られない。そのため、下垂体が副腎皮質刺激ホルモンであるACTHを過剰に分泌させて、コルチゾールを生産するように、副腎に指令し続ける。これにより副腎が過形成をきたすものを、先天性副腎過形成症という。

### 減る病気
ACTH単独欠損症
下垂体ホルモンのうちACTHだけの分泌が低下する病気。ACTHが低下することで、下流の糖質コルチコイドの分泌も低下する。生理学的にはACTH低下によるネガティブフィードバックで副腎皮質刺激ホルモン放出ホルモン（CRH）が過剰分泌されることによりプロラクチン分泌が上昇し甲状腺刺激ホルモン分泌が低下するはずであるが、そのような症状を呈する患者の報告もある。
下流の糖質コルチコイドの産生そのものが低下している病気である原発性副腎皮質機能低下症とは少し臨床像が異なっていて、色素沈着がおきないほか（副腎不全では、下流の産生低下に対するネガティブフィードバック欠如を反映した上流のACTH過剰産生に伴いMSHが過剰産生されている）、通常の状態では自覚症状はない場合が多い。ストレス状態に置かれると、それに反応したACTH分泌を行うことができない点が主要な病態であって、普段通常に暮らしている人が、普通の風邪にかかって突然生命の危険に陥る（急性副腎不全を発症する）という臨床的特徴がある。
原因は明らかではないが、自己免疫疾患ではないかといわれている。抗下垂体抗体が関連があるとされているが保険適用はない。
汎下垂体機能低下症
下垂体の全てのホルモンの分泌が低下している病気。この病気にかかった患者の臨床像をひとことで言うならば、「元気がない」。副腎皮質刺激ホルモン、甲状腺刺激ホルモン、プロラクチンの低下を反映した症状を示す。成人に起こる場合、成長ホルモンの分泌低下を示す明らかな症状はない。
原因は、頭蓋咽頭腫による下垂体の圧迫や、結核、サルコイドーシス、シーハン症候群、転移性悪性腫瘍など。
副腎性のクッシング症候群
この疾患は自律的に糖質コルチコイドが過剰となる疾患なので、ネガティブフィードバックによりACTHは低下する。ACTH低下はまさに二次的なものに過ぎず、これが原因で何か症状が起こるということはないが、本症の片側副腎摘出術後に一過性（一年程度）の副腎皮質機能低下症が起こるのは、ACTH分泌が抑制されていたことと、それによる反対側副腎皮質の低形成が原因である。